# Spaelotis glis
Spaelotis glis är en fjärilsart som beskrevs av Hugo Theodor Christoph 1887. Spaelotis glis ingår i släktet Spaelotis och familjen nattflyn. Inga underarter finns listade i Catalogue of Life.